# Doreen Massey

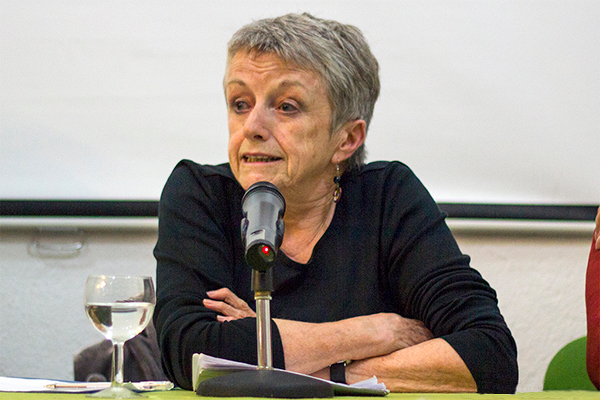
Doreen Massey in 2012

Doreen Barbara Massey (Manchester, 3 januari 1944 – Londen, 11 maart 2016) was een Britse geograaf en hoogleraar.

## Levensloop
Doreen Massey werd geboren in Manchester. Het grootste deel van haar jeugd bracht ze door in Wythenshawe, het grootste district van Manchester waar na 1920 op grote schaal sociale woningbouw was gerealiseerd. Haar ouders hadden niet de mogelijkheid gehad om langdurig formeel onderwijs te volgen en ze wilden voor hun kinderen Doreen en Hilary goed onderwijs. Doreen Massey ging naar de Manchester High School for Girls en ze kreeg daarna een Irene Shrigley Scholarship om haar studie voort te zetten aan het St. Hugh’s College in Oxford. Ze koos voor de studie Geografie met als specialisatie Economische geografie.
Na haar afstuderen werkte ze enige tijd voor een marktonderzoekbureau (1966-1968) om in 1968 bij het CES (Centre for Environmental Studies) in Londen te gaan werken. Het CES was in 1968 door de Labour regering van Harold Wilson in het leven geroepen om de problemen in steden en regio’s te analyseren.
In 1971 en 1972 studeerde ze Regional science aan de Universiteit van Pennsylvania in Philadelphia. Een belangrijk motief om haar sabbatical jaar op deze wijze in te vullen was meer inzicht te krijgen in de neo-klassieke economische principes van de locatietheorie. Ze wilde ‘de vijand goed leren kennen’. In Philadelphia raakte ze betrokken bij discussies van een groep Franse marxisten over de uitgangspunten van het structuralisme. Hier legde ze de basis voor haar marxistisch geïnspireerde visie op locatievraagstukken. Met het gedachtegoed van de Franse structuralist Louis Althusser is daarbij van belang geweest. Het resultaat was de publicatie ‘Towards a critique of industrial location theory’ in 1973.
In 1979 kwamen de Conservatieven aan de macht en werd de subsidie voor het CES stopgezet. Daarop moest het CES sluiten. Massey werkte op dat moment aan een extern gefinancierd onderzoeksproject en kreeg bij de London School of Economics de gelegenheid om het onderzoek af te ronden. Ze combineerde deze onderzoeksactiviteit met doceren in Berkeley (University of California).
In 1982 werd Massey hoogleraar aan de Open University. Ze vond de grondslag van dit type onderwijs erg uitdagend (hoger onderwijs voor hen die geen kans hadden gezien dit op een ‘traditionele’ universiteit te volgen). Ze bleef, ondanks vele verzoeken van elders, verbonden aan de OU tot haar emeritaat in 2009. 
Na haar emeritaat bleef ze zeer betrokken bij allerlei publieke kwesties.

## Wetenschappelijk werk
Massey’s invloed op de ontwikkeling van de geografie kan moeilijk overschat worden. Ze behoorde in de tweede helft van de 20e eeuw tot de meest geciteerde geografen. Ze was prominent aanwezig in de wetenschappelijke discussies op het gebied van de economische geografie, de marxistische geografie, de maatschappijkritische geografie en de feministische geografie. Het verbindende thema in al haar werk was het doorgronden van de machtsrelaties bij het gebruik van ruimte. De fascinatie voor het begrip ruimte werd gecombineerd met een grote betrokkenheid bij vraagstukken van sociale ongelijkheid. Ze was ervan overtuigd dat de invulling van het concept ruimte bepalend was voor de manier waarop naar de sociale werkelijkheid wordt gekeken. Ze toonde aan dat de a-ruimtelijke neoklassieke benadering van de industriële locatietheorie geen recht deed aan de concrete problematiek in een bepaald gebied.
In 1984 verscheen het klassiek geworden boek Spatial Divisions of Labour. Het gaat daarin om het ontstaan en de ontwikkeling van een ruimtelijke arbeidsdeling als gevolg van de processen op de schaal van de globale economie. In de jaren daarna werd de aandacht voor de ruimtelijke arbeidsdeling verbreed naar de wederzijdse relaties tussen macht en ruimte. Ze wijst er op dat kapitaal (en de veranderingen in kapitaalstromen wereldwijd) niet de enige factor is om de ontwikkeling van regio’s en plaatsen te begrijpen. Etniciteit en gender zijn evenzeer belangrijke factoren.
In het wetenschappelijk werk na het verschijnen van Spatial Divisions of Labour zijn drie (samenhangende) thema’s te onderscheiden (Callard, 2010, 301). Het eerste thema betreft de betekenis van gender in economische en sociale processen. Massey was ervan overtuigd dat genderrelaties van grote invloed zijn bij de vormgeving van de ruimtelijke organisatie van sociale en economische relaties. De scheiding van woon- en werkgebieden bijvoorbeeld is voor een deel terug te voeren op een traditionele kijk op genderrelaties.
Het tweede thema betreft de theorievorming over het concept plaats. Ze wees er op dat plaats niet geassocieerd moet worden met nostalgie, inertie en conservatisme. De identiteit van een plaats wordt continu geconstrueerd door een veranderende mix van sociale relaties op verschillende schaalniveaus. Ze illustreerde dit aan de hand van levendige beschrijvingen van de wijk Kilburn in Londen. Het specifieke karakter van deze wijk wordt bepaald door een mix van lokaal en globaal. De inwoners voelen zich verbonden met Kilburn maar zijn tegelijk ook onderdeel van globale netwerken die de wijk multicultureel kleuren.
Het derde thema is het begrip ‘ruimte-tijd’. Ze heeft zich van het begin af verzet tegen de opvatting dat er een dichotomie zou bestaan tussen de categorieën tijd en ruimte, waarbij tijd werd gezien als dynamisch en ruimte werd opgevat als een statische entiteit. Ze heeft veel aandacht geschonken aan het verschijnsel tijd-ruimteverdichting, het proces waarbij onder de invloed van de technologische veranderingen ruimtelijke afstanden in steeds korter wordende tijd overbrugd kunnen worden. Niet iedereen heeft in gelijke mate voordeel van dit proces. Mensen met voldoende financiële en sociaal-culturele middelen kunnen optimaal gebruik maken van tijd-ruimteverdichting, maar anderen worden meer en meer buitengesloten. Dat bracht Massey tot de introductie van het begrip power-geometry. Voor de verschillende sociale groepen geldt dat hun relatie tot kapitaalstromen en sociaal-culturele netwerken heel divers kan zijn. Er zijn bijvoorbeeld mensen die in fysieke zin veel bewegen, maar die niet in staat zijn deze mobiliteit te controleren, laat staan de er aan ten grondslag liggende processen. De mobiliteit van de ene groep (auto, vliegtuig) kan zo de mobiliteit van anderen (afhankelijk van openbaar vervoer) ondermijnen. 
In haar boek For Space, verschenen in 2005, heeft ze haar ideeën over ruimte en plaats nog eens samengevat (p. 9):
This book makes the case for an alternative approach to space……..It is easiest to begin by boiling it down to a few propositions. They are the following. First, that we recognise space as the product of interrelations; as constituted through interactions, from the immensity of the global to the intimately tiny……….Second, that we understand space as the sphere of the possibility of the existence of multiplicity in the sense of contemporaneous plurality……..Third, that we recognise space as always under construction”.

## Politiek activisme
Massey leefde niet in een ivoren academische toren. Ze was actief in de politiek. Van 1973 tot 1979 was ze lid van het Labour Party National Executive Committee mede door haar ervaring op het gebied van regionale planning. Tussen 1982 en 1987 was ze directeur van de Greater London Enterprise Board. Ze adviseerde Ken Livingstone tijdens zijn ambtsperiode als burgemeester van Londen. Haar politieke engagement was niet beperkt tot het Verenigd Koninkrijk. In 1986 was ze actief in Nicaragua (ze sprak vloeiend Spaans). Ze adviseerde de Zuid-Afrikaanse activisten, waaronder Frene Ginwala, die van 1994-2004 voorzitter was van de Nationale Vergadering. Met haar publiceerde ze in 1991 ‘Gender and economic policy in a democratic South Africa’. Massey was ook gedurende lange tijd betrokken bij de politieke veranderingen in Venezuela tijdens het bewind van Hugo Chavez. Haar concept power-geometry werd door Chavez vaak gebruikt in zijn redevoeringen. Hij beschouwde het concept als een van de vijf motoren voor de ontwikkeling van het land.

## Onderscheidingen
Massey ontving  eredoctoraten van de universiteiten van Zürich (2013), Athene (2012), Londen (2010), Glasgow (2009), de National University of Ireland (2006) en Edinburgh (2006).
Ze ontving hoge onderscheidingen waaronder  de Victoria Medal van de Royal Geographical Society in 1994, de Prix Vautrin Lud in 1998, de Centenary Medal van de  Royal Scottish Geographical Society in 2003, de Anders Retzius Medal in Gold van de Swedish Society of Anthropologists and Geographers in 2003 en de Presidential Achievement Award  van de Association of American Geographers in 2014. Ze was lid van de British Academy, van de Academy of Social Sciences, van de Royal Society of Arts en erelid van St. Hugh's College, University of Oxford. 
Ze weigerde de Order of the British Empire (OBE)

## Publicaties
(alleen boeken worden hier vermeld)
- Cordey-Hayes, M. & Massey, DB.. 1970. An operational urban development model of Cheshire. London: Centre for Environmental Studies.
- Massey, D.B. 1971. The basic: service categorisation in planning London: Centre for Environmental Studies.
- Massey, D.B. 1974. Towards a critique of industrial location theory London: Centre for Environmental Studies.
- Massey, D.B & Batey, P.W.J. (Eds)(1977) "Alternative Frameworks for analysis", London:Pion (ISBN 085086061X)
- Massey, D.B. & Catalano, A. (1978) Capital and land: Landownership by capital in Great Britain. London: Edward Arnold. (ISBN 0713161086 and 0713161094 pbk)
- Massey, D.B. & Meegan, R.A. (1979) The geography of industrial reorganisation: The spatial effects of the restructuring of the electrical engineering sector under the industrial reorganisation corporation. Oxford and New York: Pergamon Press.
- Massey, D.B. & Meegan, R.A. (1982) The anatomy of job loss: The how, why, and where of employment decline. London and New York: Methuen.
- Massey, D.B. (1984) Spatial divisions of labour: Social structures and the geography of production. New York: Methuen.
- Massey, D.B. (1987) Nicaragua. Milton Keynes, England and Philadelphia: Open University Press.
- Massey, D.B. (1988) Global restructuring, local responses. Atwood lecture. Worcester, Mass.: Graduate School of Geography, Clark University.
- Ginwala, F, Mackintosh, M, & Massey, D.B. (1991) Gender and economic policy in a democratic South Africa. Milton Keynes, UK: Development Policy and Practice, Technology Faculty, Open University.
- Massey, D.B. (1994) Space, place, and gender. Minneapolis: University of Minnesota Press.
- Massey, D.B. (1995) Spatial divisions of labor: Social structures and the geography of production 2nd edition. New York: Routledge.
- Hall, S., Massey, D.B., & Rustin, M. (1997) The next ten years. London: Soundings.
- Allen, J., Massey, D.B, Cochrane, A. (1998) Rethinking the region. New York: Routledge.
- Massey, D.B (2005) For Space, London: Sage (ISBN 1412903610 & 1412903629)
- Massey, D.B. (2007). World City, Cambridge: Polity Press.
- Massey, D.B. (2010). World City, published with new Preface: "After the Crash", July 2010. Cambridge: Polity Press

- Bibsys: 90060759
- Bibliothèque nationale de France: cb123143437 (data)
- Catàleg d'autoritats de noms i títols de Catalunya: 981058513925606706
- CiNii: DA00730874
- Gemeinsame Normdatei: 138294542
- International Standard Name Identifier: 0000 0001 2147 0122
- Library of Congress Control Number: n82018079
- Nationale Bibliotheek van Letland: 000025989
- Bibliotheek van het Japanse parlement: 00811839
- Nationale Bibliotheek van Tsjechië: xx0115075
- Nationale Bibliotheek van Israël: 987007437782605171
- Nederlandse Thesaurus van Auteursnamen: 070321477
- SNAC: w6sr0k4c
- Système universitaire de documentation: 032036825
- Virtual International Authority File: 108499781
- WorldCat: E39PBJr3qxQyWMpHH9Twc3R3Qq